# Kimball (Dakota Południowa)
Kimball – miasto w Stanach Zjednoczonych, w stanie Dakota Południowa, w hrabstwie Brule.